# Birren Sike
Der Birren Sike ist ein Wasserlauf in Dumfries and Galloway, Schottland. Er entsteht westlich des Arkleton Hill aus zwei unbenannten Zuläufen und fließt in südlicher Richtung bis zu seiner Mündung in den Arkleton Burn.